# Hule
En hule er et hulrum under jordoverfladen.
En hule kan opstå spontant ved jordforskydninger, erosion eller lignende, eller den kan være gravet af dyr (eller mennesker).
Huler kan anvendes til bolig, både for dyr og mennesker. Huler nogle få meter under jorden har ofte meget tæt på konstant temperatur året rundt, dette udnyttes også ved at huler anvendes til opbevaring af ost, vin og radioaktive affaldsprodukter.
Svarthammarhola (= Sorthammerhulen) ved Fauske ligger så bortgemt, at den regnes som en biologisk tidsmaskine. Omtrent 300 meter inde findes en gletsjer. Ingen andre steder i Nordeuropa kendes permanent is i en hule. Gletsjeren er 750 år gammel, og dens organismer er tilpasset et liv i begmørke og med ringe tilgang til næring. Evolution under så ekstreme forhold har frembragt mikrober med unikke egenskaber, som forskerne håber kan blive til hjælp i kampen mod sygdomsbakterier, der har udviklet resistens mod antibiotika. I Svarthammarhola er der fundet hidtil ukendte stammer af gruppen Planctomycetes.

## Galleri
- Cuevas de Acsibi i Argentina
- Udsigt fra Cueva del Milodón i Chile
- Phong Nha karst cave, Quang Binh province, Vietnam.